# Jacques Janssen
Jacobus Antonius Petrus Jozef (Jacques) Janssen (Meijel, 17 maart 1944 − Nijmegen, 6 september 2018) was een Nederlands hoogleraar cultuur en godsdienstpsychologie aan de Katholieke Universiteit Nijmegen.

## Biografie
Janssen behaalde in 1969 zijn kandidaatsexamen in de sociologie te Nijmegen, in 1972 gevolgd door zijn doctoraal examen; zijn scriptie schreef hij met twee andere studenten. In 1977 trad hij in dienst van zijn alma mater. In 1978 promoveerde hij er op De vergruisde universiteit. Een cultuurpsychologisch onderzoek naar voorbije en actuele ontwikkelingen in de Nijmeegse studentenwereld, samen met Paul Voestermans; hierin wordt met name het Nijmeegse studentenleven geschetst van de voorgaande 70 jaar, inclusief de studentenopstand van mei 1969. Hij werd onder andere wetenschappelijk hoofdmedewerker en hoofddocent godsdienstpsychologie. In 1990 stelde hij een bundel samen van prof. dr. Han Fortmann (1912-1970), ter gelegenheid van het zestigjarig bestaan van het Katholiek Studiecentrum voor Geestelijke Volksgezondheid. In 1999 vertaalde en annoteerde hij De hel van Dante Alighieri. Vanaf 2000 was hij, als een van de opvolgers van Fortmann, gewoon hoogleraar cultuur en godsdienstpsychologie te Nijmegen; zijn inaugurele rede hield hij onder de titel Aan de onbekende God. In 2009 ging hij met emeritaat en hij hield zijn afscheidsrede onder de titel The disappearing object phenomenon; bij zijn afscheid werd hem tevens een bundel aangeboden.
Gedurende zijn hele loopbaan publiceerde hij vooral over jeugdcultuur. Behalve de vermelde publicaties deed hij tientallen artikelen verschijnen die opgenomen zijn in de bibliografie van zijn afscheidsbundel.
Prof. dr. J.A.P.J. Janssen overleed in 2018 op 74-jarige leeftijd.

### Eigen werk
- [co-auteur] Sociologiese bijdrage tot geestelijke gezondheidszorg. Sociologies onderzoek in opdracht van de "Stichting G.G.Z.-Oostelijke Mijnstreek". Nijmegen, 1971 (doctoraalscriptie).
- [met Paul Voestermans] A critical appraisal of the use of pattern analysis in field-theoretical research. Nijmegen, 1975.
- Problemen van veldtheoretisch onderzoek. Enkele notities over en naar aanleiding van "society, personality and deviant behavior", Jessor, Graves, Hanson, Jessor; New York, 1968. Nijmegen, [1976].
- [met Paul Voestermans] De vergruisde universiteit. Een cultuurpsychologisch onderzoek naar voorbije en actuele ontwikkelingen in de Nijmeegse studentenwereld. [Z.p.], 1978 (proefschrift).
  - Studenten in beweging. Politiek, universiteit en student. Nijmegen, 1984 (bewerking proefschrift).
- [met Willem Berger] Condition humaine, construction humaine. Intellectuele en godsdienstige vorming in een veranderende cultuur. [Zeist], 1981.
- [met Louk Hagendoorn] Rechts-omkeer. Rechtsextreme opvattingen bij leerlingen van middelbare scholen. Baarn, 1983.
- Jeugdcultuur. Een actuele geschiedenis. Utrecht, 1994.
- [co-auteur] Op zoek naar hoop. Over genezing, magie en religie. Nijmegen, 1997.
- Nederland als religieuze proeftuin. Nijmegen, 1998.
- Aan de onbekende God. Reiken naar religie in een geseculariseerde cultuur. Amsterdam, 2002 (inaugurele rede).
- Religie in Nederland: kiezen of delen? Tilburg, 2007.
- The disappearing object phenomenon. Over religie en cultuur in kunst en wetenschap. [Nijmegen], 2009.

### Vertaling
- Dante Alighieri, Mijn komedie. Deel 1: Hel. Nijmegen/Leuven, 1999.